# Рунар Кристинссон
Рунар Кристинссон (исл. Rúnar Kristinsson; род. 5 сентября 1969, Рейкьявик) — исландский футболист, выступавший на позиции полузащитника. Находится на втором месте по количеству сыгранных матчей за сборную Исландии (104, в ноябре 2021 года его обошёл Биркир Бьяднасон). В настоящее время — тренер.

## Биография
Карьеру профессионального футболиста Рунар начал в 1984 году. Отыграв 10 лет за «Рейкьявик», он покинул Исландию и выступал за шведский «Эргрюте», норвежский «Лиллестрём» и бельгийский «Локерен», где провёл 12 лет. Всего в зарубежных лигах Рунар сыграл 319 матчей и забил 64 мяча.
Рунар Кристинссон завершил карьеру в родном клубе «Рейкьявик», за который провёл 14 игр.
За сборную страны Рунар сыграл 104 игры, в которых забил 3 гола. Первый игрок сборной, которому удалось провести 100 и более матчей в национальной команде. До ноября 2021 года являлся её рекордсменом по сыгранным матчам (в данный момент рекорд принадлежит Биркиру Бьяднасону).
14 октября 1998 года в игре против России навес Рунара Кристинссона обернулся автоголом Юрия Ковтуна, принёсшим Исландии победу со счётом 1:0.

## Достижения

### Как игрок
Рейкьявик
Обладатель Кубка Исландии: 1994

### Как тренер
Рейкьявик
- Чемпион Исландии: 2011, 2013, 2019
- Обладатель Кубка Исландии: 2011, 2012, 2014
- Обладатель Кубка Исландской лиги: 2012
- Обладатель Суперкубка Исландии: 2012, 2014